# 邁阿密鎮區 (印地安納州卡斯縣)
邁阿密鎮區（英語：Miami Township）是位於美國印地安納州卡斯縣的一個行政鎮區。

## 地方資料
根據2010年美國人口普查的數據，邁阿密鎮區的面積為52.67平方千米，當中陸地面積為51.96平方千米，而水域面積為0.71平方千米。當地共有人口1292人，而人口密度為每平方千米24.53人。